# Desmond Howard
Desmond Kevin Howard (* 15. Mai 1970 in Cleveland, Ohio) ist ein ehemaliger US-amerikanischer American-Football-Spieler auf der Position des Wide Receivers und des Returners.
Howard ist einer von nur vier Spielern, die in ihrer Karriere sowohl die Heisman Trophy, als auch den Titel Super Bowl MVP gewonnen haben.

## Karriere
Seine Karriere begann mit der University of Michigan, wo er von 1989 bis 1991 spielte. Dort gewann er 1991 die Heisman Trophy, die größte Auszeichnung, die einem Collegespieler zuteilwerden kann. Professionell spielte er in der National Football League (NFL) für die Washington Redskins (1992–1994), Jacksonville Jaguars (1995), Green Bay Packers (1996 und 1999), Oakland Raiders (1997–1998) und die Detroit Lions (1999–2002). Ihm wurde die Ehre zuteil, zum Super Bowl MVP des Super Bowl XXXI gewählt zu werden. Er ist der einzige „Special-Teams“-Spieler in der Geschichte des Super Bowls, der diese Auszeichnung gewonnen hat.
Howard arbeitet heute für den Sender ESPN als College-Football-Kommentator.